# Livet-et-Gavet
Livet-et-Gavet – miejscowość i gmina we Francji, w regionie Owernia-Rodan-Alpy, w departamencie Isère.
Według danych na rok 1990 gminę zamieszkiwało 1447 osób, a gęstość zaludnienia wynosiła 31 osób/km² (wśród 2880 gmin regionu Rodan-Alpy Livet-et-Gavet plasuje się na 584. miejscu pod względem liczby ludności, natomiast pod względem powierzchni na miejscu 75.).